# Chet
Ne doit pas être confondu avec la station Yernaux du métro léger de Charleroi autrefois appelée Chet.
Pour les articles ayant des titres homophones, voir Chet (album), Chai, Chais, Chaix, Chay et Chey.
 (février 2020).
Si vous disposez d'ouvrages ou d'articles de référence ou si vous connaissez des sites web de qualité traitant du thème abordé ici, merci de compléter l'article en donnant les références utiles à sa vérifiabilité et en les liant à la section « Notes et références ».
Chet Samoy dit Chet est un chanteur, parolier, directeur artistique et manager français, né le 18 juin 1970 à Lille.

## Biographie
Fils du footballeur Charles Samoy et de l'aventurière Chantal Petit, il commence à écrire dès l'âge de douze ans, influencé par Serge Gainsbourg,  mais aussi Bob Marley ou Chet Baker.
Chet signe en 1996, chez Polygram, sous la houlette de Philippe Lerichomme (le directeur artistique de Jane Birkin et ancien manager de Serge Gainsbourg). Son premier succès d'estime, l'album l'inébranlable, contient essentiellement des musiques d'inspiration reggae-dub et des textes en français, parfois comparés à ceux de Serge Gainsbourg pour sa façon de jouer avec les mots. Dans l'album L'Amour à la Française, le style de sa musique devient plus pop, se moquant du sentiment amoureux (Interrogé en 2012 sur la notion même d'amour, Chet citera Jean-Paul Sartre pour justifier ses moqueries : « Un amour, une carrière, une révolution : autant d'entreprises que l’on commence en ignorant leur issue »). Sur son album Le bois du génie, il chante en duo avec Olivia Ruiz, Pépite et Pépette, titre qu'il interprétera notamment sur scène avec elle, lors de sa tournée française en 2009 (Olivia Ruiz le présente chaque soir à son public comme étant le « nouveau Gainsbourg »). Chet totalise pour ses 4 albums, plus de 300 concerts (Francofolies Spa, La Rochelle, Olympia....)
Il joue avec les musiciens provenant de la compagnie de théâtre Sentimental Bourreau. Il joue également comme comédien dans la pièce Rien ne va plus mise en scène de Mathieu Bauer avec Judith Henry, au festival d'Avignon et à la Maison de la Culture de Seine-Saint-Denis (MC93 Bobigny). De 2009 à 2015 Chet devient directeur artistique pour le label Cinq7 / Wagram Music. Depuis 2015 il est le manager et directeur artistique de Bertrand Belin, Malik Djoudi, Bazbaz, Laura Cahen, Sein, Chevalrex, Requin Chagrin, Miel de Montagne, Fredrika Stahl

## Discographie
- 1998 : Chet in obersoundz (Ep)
- 2000 : L'inébranlable (Polydor)
- 2002 : L'amour à la française (Polydor)
- 2005 : Hymne (2 temps 3 mouvements / 2T3M)
- 2008 : Le bois du génie (PIAS)